# 올림픽 동티모르 선수단
동티모르는 2004년 아테네 올림픽부터 처음 참가하여 지금까지 모든 하계 올림픽 대회에 참가하고 있다. 동계 올림픽은 2014년 소치 동계올림픽부터 참가하고 있다. 메달 획득 기록은 없다.
1976년부터 1996년 대회까지는 인도네시아의 지배하에 있었기에 올림픽 인도네시아 선수단으로 출전하였으나, 2000년 시드니 올림픽에서 개인 올림픽 선수단 (IOA)이라는 이름으로 오륜기를 내걸고 출전하였다. 2002년 정식 독립 후 2003년 국가 올림픽 위원회인 동티모르 국가 올림픽 위원회가 수립되었다.
대회 참가 시에는 정식 국명인 동티모르 민주공화국(Democratic Republic of Timor-Leste)를 사용한다.

## 메달 기록

### 하계 올림픽
| 대회                  | 선수                              | 금메달                            | 은메달                            | 동메                              | 총합                              | 순위                              |
| 1976년 몬트리올       | 인도네시아 (INA)의 일부           | 인도네시아 (INA)의 일부           | 인도네시아 (INA)의 일부           | 인도네시아 (INA)의 일부           | 인도네시아 (INA)의 일부           | 인도네시아 (INA)의 일부           |
| 1980년 모스크바       | 인도네시아 (INA)의 일부           | 인도네시아 (INA)의 일부           | 인도네시아 (INA)의 일부           | 인도네시아 (INA)의 일부           | 인도네시아 (INA)의 일부           | 인도네시아 (INA)의 일부           |
| 1984년 로스앤젤레스   | 인도네시아 (INA)의 일부           | 인도네시아 (INA)의 일부           | 인도네시아 (INA)의 일부           | 인도네시아 (INA)의 일부           | 인도네시아 (INA)의 일부           | 인도네시아 (INA)의 일부           |
| 1988년 서울           | 인도네시아 (INA)의 일부           | 인도네시아 (INA)의 일부           | 인도네시아 (INA)의 일부           | 인도네시아 (INA)의 일부           | 인도네시아 (INA)의 일부           | 인도네시아 (INA)의 일부           |
| 1992년 바르셀로나     | 인도네시아 (INA)의 일부           | 인도네시아 (INA)의 일부           | 인도네시아 (INA)의 일부           | 인도네시아 (INA)의 일부           | 인도네시아 (INA)의 일부           | 인도네시아 (INA)의 일부           |
| 1996년 애틀랜타       | 인도네시아 (INA)의 일부           | 인도네시아 (INA)의 일부           | 인도네시아 (INA)의 일부           | 인도네시아 (INA)의 일부           | 인도네시아 (INA)의 일부           | 인도네시아 (INA)의 일부           |
| 2000년 시드니         | 개인 올림픽 선수단 (IOA)으로 출전 | 개인 올림픽 선수단 (IOA)으로 출전 | 개인 올림픽 선수단 (IOA)으로 출전 | 개인 올림픽 선수단 (IOA)으로 출전 | 개인 올림픽 선수단 (IOA)으로 출전 | 개인 올림픽 선수단 (IOA)으로 출전 |
| 2004년 아테네         | 2                                 | 0                                 | 0                                 | 0                                 | 0                                 | –                                 |
| 2008년 베이징         | 2                                 | 0                                 | 0                                 | 0                                 | 0                                 | –                                 |
| 2012년 런던           | 2                                 | 0                                 | 0                                 | 0                                 | 0                                 | –                                 |
| 2016년 리우데자네이루 | 3                                 | 0                                 | 0                                 | 0                                 | 0                                 | –                                 |
| 2020년 도쿄           | 3                                 | 0                                 | 0                                 | 0                                 | 0                                 | –                                 |
| 2024년 파리           | 개최 예정                         |                                   |                                   |                                   |                                   |                                   |
| 2028년 로스앤젤레스   | 개최 예정                         |                                   |                                   |                                   |                                   |                                   |
| 2032년 브리즈번       | 개최 예정                         |                                   |                                   |                                   |                                   |                                   |
| 총합                  | 총합                              | 0                                 | 0                                 | 0                                 | 0                                 | –                                 |

### 동계 올림픽
| 대회                         | 선수      | 금메달 | 은메달 | 동메 | 총합 | 순위 |
| 2010년 밴쿠버                | 1         | 0      | 0      | 0    | 0    | –    |
| 2014년 소치                  | 1         | 0      | 0      | 0    | 0    | –    |
| 2022년 베이징                | 1         | 0      | 0      | 0    | 0    | –    |
| 2026년 밀라노-코르티나담페초 | 개최 예정 |        |        |      |      |      |
| 총합                         | 총합      | 0      | 0      | 0    | 0    | –    |

## 같이 보기
- 동티모르의 올림픽 기수 목록
- 패럴림픽 동티모르 선수단
- 동계 올림픽에 참가한 열대 국가